# Jérôme Souchier
Jérôme Souchier OCist (ur. w 1508 w Owernii, zm. 10 listopada 1571 w Rzymie) – francuski kardynał.

## Życiorys
Urodził się w 1508 roku w Owernii. Wstąpił do zakonu cystersów i odbył studia w Paryżu, uzyskując doktoraty z teologii i filozofii. Po przyjęciu święceń kapłańsich uczestniczył w obradach soboru trydenckiego. 24 marca 1568 roku został kreowany kardynałem prezbiterem i otrzymał kościół tytularny San Matteo in Merulana. Zmarł 10 listopada 1571 roku w Rzymie.